# Florac Trois Rivières
Florac Trois Rivières é uma comuna francesa na região administrativa da Occitânia, no departamento de Lozère. Estende-se por uma área de 48.39 km², e possui 2.072 habitantes, segundo o censo de 2018, com uma densidade de 43 hab/km².
Foi criada, em 1 de janeiro de 2016, a partir da fusão das antigas comunas de Florac e La Salle-Prunet.